# ギャンブル・ザ・ワールド
『ギャンブル・ザ・ワールド』は、2014年4月22日（21日深夜）から同年7月1日（6月30日深夜）までTBSで放送されていたバラエティ番組。
世界中のさまざまな場所で「実験、検証、対決、挑戦」を行い、スタジオ出演者がその結果をスタジオで予想して賭ける。正解者には「○○○（数字） the world」が進呈される。2014年7月1日（6月30日深夜）の75分拡大スペシャルをもって終了した。

## 出演者
レギュラー
- 日村勇紀（バナナマン）
- 山崎弘也（アンタッチャブル）
- 吉村崇（平成ノブシコブシ）

他出演者
- 渡辺直美（1 - 11回）
- 上間美緒（1 - 3回）
- 佐野ひなこ（4 - 11回）
- バービー（6 - 11回）

## 放送リスト
| 回 | 放送日時            | 内容 |
| -- | ------------------- | --- |
| 1  | 4月22日             | 「ハッピーターン」VS「柿の種」ミシュランシェフ、シシル・ルケが美味しい思うのはどっち? バイきんぐがジブラルタル海峡をダンボールの船で横断できるのか?(事前テスト、セルデウルジェルパークの川を横断) |
| 2  | 4月29日             | 「日本一堅いせんべい(元祖かたやき伊賀菓庵山本)」VS「カールくん(南アフリカのアフリカゾウ体重10t)」 バイきんぐがジブラルタル海峡をダンボールの船で横断できるのか?(事前テスト2回目、セルデウルジェルパークの川を横断) |
| 3  | 5月6日              | 「ワンカップ大関 」VS「鬼ころし」フランスのワイン店主ジェロムームユアールが美味しい思うのはどっち? 「豪速ピッチャー」VS「ワニ」(南アフリカU21代表ピッチャーマイケルくん19歳が投げる鶏肉をワニは歯でキャッチ出来るか?) バイきんぐがジブラルタル海峡をダンボールの船で横断できるのか?(事前テスト3回目、セルデウルジェルパークの川(激流部分)を横断) |
| 4  | 5月13日             | 少数民族世界陸上inケニア(100m走、やり投げ、ぐるぐるバット)ルヒヤ族デビット・カマラ VS マサイ族フィリップ・シメイ VS キクュ族ジョフリー・マチャリア チャンピオンマサイ族のおもてなし料理とは?(ヤギのキンタマ) |
| 5  | 5月20日             | 動物の子どもで一番噛む力が強いのは誰だ選手権!!(AD中村がアフリカゾウのハナちゃん5歳体重4トン、ホワイトタイガーのリッツくん生後2か月、ワニのゲーターくん3か月に実際噛まれて独断で判定) ドラゴンボールvsワンピース、フランスで人気があるのはどっち? 現在パリで一番行列ができるのは?(パンケーキ屋さん、ラーメン屋さん、それ以外)                     |
| 6  | 5月27日 1:56 - 2:26 | 「たけのこの里」VS「きのこの山」フランス人パティシエ、セバスチャン・ゴダールが認めるのはどっち? 日本のわたあめを初めて見たマサイ族のリアクションは?(「ハエ取り」or「クモの巣」と勘違い) バイきんぐVS大道芸人ローマ皇帝コンスタンティヌス、5分間路上に立ちどちらに人が集まるのか                                                                  |

## ネット局と放送時間
| 放送対象地域   | 放送局                | 系列    | 放送期間                | 放送日時                     | 遅れ       |
| -------------- | --------------------- | ------- | ----------------------- | ---------------------------- | ---------- |
| 関東広域圏     | TBSテレビ（TBS）      | TBS系列 | 2014年4月22日 - 7月1日  | 火曜 0:41 - 1:11（月曜深夜） | 製作局     |
| 福島県         | テレビユー福島（TUF） | TBS系列 | 2014年4月22日 - 7月1日  | 火曜 0:41 - 1:11（月曜深夜） | 同時ネット |
| 静岡県         | 静岡放送（SBS）       | TBS系列 | 2014年4月22日 - 7月1日  | 火曜 0:41 - 1:11（月曜深夜） | 同時ネット |
| 岡山県・香川県 | 山陽放送（RSK）       | TBS系列 | 2014年4月29日 - 7月8日  | 火曜 0:38 - 1:08（月曜深夜） | 7日遅れ    |
| 北海道         | 北海道放送（HBC）     | TBS系列 | 2014年4月29日 - 7月8日  | 火曜 0:39 - 1:10（月曜深夜） | 7日遅れ    |
| 新潟県         | 新潟放送（BSN）       | TBS系列 | 2014年4月30日 - 7月8日  | 水曜 1:13 - 1:43（火曜深夜） | 8日遅れ    |
| 中京広域圏     | CBCテレビ（CBC）      | TBS系列 | 2014年5月1日 - 7月10日  | 木曜 1:16 - 1:48（水曜深夜） | 9日遅れ    |
| 山形県         | テレビユー山形（TUY） | TBS系列 | 2014年5月6日 - 7月29日  | 火曜 0:38 - 1:08（月曜深夜） | 28日遅れ   |
| 長野県         | 信越放送（SBC）       | TBS系列 | 2014年5月7日 - 7月16日  | 水曜 1:13 - 1:43（火曜深夜） | 15日遅れ   |
| 福岡県         | RKB毎日放送（RKB）    | TBS系列 | 2014年5月9日 - 7月18日  | 金曜 0:38 - 1:08（木曜深夜） | 17日遅れ   |
| 宮城県         | 東北放送（TBC）       | TBS系列 | 2014年6月19日 - 9月11日 | 木曜 0:43 - 1:13（水曜深夜） | 79日遅れ   |
| 石川県         | 北陸放送（MRO）       | TBS系列 | 2014年6月19日 - 8月28日 | 木曜 23:58 - 翌0:28          | 59日遅れ   |

長崎放送では2014年5月18日（15:00 - 15:30）に、中国放送では2014年10月4日（3日深夜、0:15 - 1:30）に単発放送された。

## スタッフ
- ナレーター：服部潤、山田真一、庄司宇芽香、石井大裕
- 構成：佐藤太一、興津豪乃
- TM：小澤義春
- TD：藤田英治
- CAM：鈴木博之、坂口良
- 音声：相馬敦
- VE：高橋康弘
- 照明：永田泰二（ティ・エル・シー）
- ロケ協力：SWISHJAPAN
- 音効：佐藤卓嗣（278）
- 車両：飯島雅胤（コム）
- 美術プロデューサー：山口智広
- 美術デザイン：太田卓志
- 美術制作：羽田一成
- メイク：島貫香菜子
- 持道具：寺澤麻由美
- 装置：谷平真二
- 衣装：岡崎貴子
- CG：岩屋朝仁
- 編集：JUNESEP（高橋雅人、寺内太郎）
- MA：岩下順（アンサーズ）
- 宣伝：酒井美沙樹
- 編成：福田健太郎
- デスク：松崎由美
- AP：菊池絢子
- 海外コーディネート：横川悦子
- MP：内藤宏之
- AD：中村裕紀
- ディレクター：柳信也、倉富俊平、永井雄一
- プロデューサー・演出：上田淳也
- 製作著作：TBS